# WinX DVD Ripper Platinum
WinX DVD Ripper Platinum es un programa de DVD para el sistema operativo Windows, que puede copiar y transcodificar discos DVD, imágenes de disco o archivos simples extraídos de un DVD. Es capaz de convertir archivos a múltiples formatos de vídeo y audio comunes. También ofrece la posibilidad de eliminar la protección de copia de un disco DVD. Es desarrollado por Digiarty Software Inc.